# Yết
Yết (tiếng Trung: 羯; bính âm: Jié; Wade–Giles: Chieh; tiếng Hán Trung cổ: [ki̯at]:246), cũng gọi là Yết Hồ là một dân tộc ở phía bắc Trung Quốc thời cổ đại. Họ đã lập nên nước Hậu Triệu.
Theo Ngụy thư, tên của họ xuất phát từ vùng Yết Thất (羯室, Jiéshì, nay là Du Xã thuộc Sơn Tây), tức nơi họ sinh sống.:6,149. Hán tự 羯 (yết) có nghĩa là "con cừu/dê bị thiến" hay "con cừu/dê đực bị thiến".
Theo Tấn thư, tổ tiên của Thạch Lặc, người sáng lập nên Hậu Triệu, là một bộ lạc riêng biệt của Hung Nô gọi là Khương Cừ. Pulleyblank đồng nhất Khương Cừ với Khương Cư, những người có thể có nguồn gốc từ người Thổ Hỏa La (Tocharia).:247
Người Yết ban đầu lệ thuộc vào Hung Nô, tức "Hung Nô biệt lạc". Người Yết có đặc điểm là đôi mắt sâu, mũi cao hơn các dân tộc khác. Về nguồn gốc dân tộc của họ, một số cho rằng thành phần chủ yếu là người Hồ Tây Vực, hoặc thuộc chủng hồ Tây Vực, có thuyết cho rằng họ là những người bị Hung Nô bắt ở Tây Vực để làm nô lệ, đưa vào Trung Nguyên. Nói chung, người Yết có diện mạo đặc trưng của người da trắng.